# Little Nightmares
Little Nightmares es un videojuego de terror de plataformas de rompecabezas y aventura desarrollado por Tarsier Studios y publicado por Bandai Namco Entertainment para PlayStation 4, Windows y Xbox One, lanzado en abril de 2017. Una versión Nintendo Switch fue lanzada en mayo de 2018, seguida de una versión Google Stadia en junio de 2020 y las versiones móviles fueron lanzadas el 12 de diciembre de 2023 y publicadas por Playdigious. Ambientada en un mundo misterioso, Little Nightmares sigue el viaje de Six, una niña hambrienta que debe escapar del buche, un recipiente de hierro habitado por seres monstruosos y retorcidos. El juego recibió críticas positivas tras su lanzamiento y los críticos elogiaron su atmósfera, jugabilidad, gráficos y sonido mientras criticaban su sistema de puntos de control y su corta duración. Una secuela, Little Nightmares II, fue lanzada en febrero de 2021, y una tercera entrada de la serie, Little Nightmares III, está en desarrollo y será lanzada en Octubre de 2025 y producida por Supermassive Games.

## Trama
Una hambrienta niña de nueve años llamada Six es secuestrada en Las Fauces, un misterioso barco de abastecimiento para el capricho de locas y poderosas criaturas. Después de despertar en las profundidades más bajas de Las Fauces, Six decide escapar de los confines duros, teniendo momentos regulares de hambre insoportable. Mientras asciende, enseguida la acecha el Conserje ciego de brazos largos de Las Fauces, que ha estado capturando niños y enviándolos en una cinta transportadora con gancho superior. Six finalmente queda atrapada por el Conserje después de ser atraída con comida, aunque logra escapar. Después de evadir al Conserje cortándole los brazos con una puerta, sigue la cinta transportadora hacia arriba, a una gran cocina operada por los grotescos Cocineros Gemelos. Después de tener otro ataque de hambre, Six se ve obligada a comer una rata viva. Los Cocineros están preparando una gran fiesta e intentan matar a Six cada vez que entra a su campo de visión. Después de lograr evadirlos, encuentra una manera de salir del barco.
Ve un bote que transporta Invitados, quienes avanzan pesadamente hacia el comedor de estilo japonés de Las Fauces, supervisado por la Dama, la supuesta líder del lugar. Después de atravesar la fiesta y a los Invitados, Six tiene otro ataque de hambre. Cuando uno de los Gnomos, los habitantes recurrentes de Las Fauces, le ofrece una salchicha, Six se come al Gnomo.
Six se abre camino hacia arriba, entrando en los aposentos de la Dama, que vive muy lujosamente en una casa elegante, con muchos espejos rotos en todas las habitaciones. Perseguida por la Dama, que demuestra tener poderes mágicos, Six encuentra un espejo que usa contra la mujer en una batalla. Tras vencerla, se acerca a ella con otro ataque de hambre y le muerde en el cuello, matándola. Al hacerlo, gana sus poderes mágicos.
Bajando las escaleras hacia el comedor, Six camina a lo largo de las mesas con extrañas partículas negras arremolinándose a su alrededor. Cuando los Invitados notan su presencia, intentan comérsela, pero de repente convulsionan y mueren cuando la niña camina entre ellos. Six se acerca a una gran puerta con un ojo incrustado y aparece una gran escalera que conduce al exterior. Cuando deja Las Fauces atrás, algunos Gnomos se acercan a la puerta.
Después de los créditos, se ve a Six sentada junto a la entrada de Las Fauces, presumiblemente esperando el bote de rescate. Mientras tanto, en el fondo se puede oír una sirena de niebla de un barco que se acerca.

## Trama DLC

### Secretos de Las Fauces
Se planeó un trío de niveles DLC que ofrecen una "perspectiva diferente de las aventuras de Six". El primero se publicó en julio de 2017,  el segundo en noviembre de 2017 y el último en febrero de 2018.

#### Las profundidades
Un niño, conocido como el niño fugitivo o Runaway Kid en inglés, se despierta de una pesadilla que lo involucra nadando en la oscuridad antes de ser arrastrado bajo el agua. Después de salir de la guardería, ve al Conserje persiguiendo a uno de los niños que escapan. El niño fugitivo sigue a una chica que también está huyendo, pero ella desaparece y deja su linterna, que recoge el niño.
El niño fugitivo se encuentra en las Profundidades de Las Fauces, que están muy inundadas, y tiene que evitar a las sanguijuelas y cruzar saltando sobre plataformas flotantes. Las Profundidades resultan ser el hogar de la Abuela, que nada bajo el agua e intenta agarrar al niño, ya sea golpeando y destruyendo las plataformas en las que se para o arrebatándolo si está en el agua por mucho tiempo. Después de empujar un televisor al agua para electrocutar y matar a la Abuela, el niño fugitivo sube una alta escalera de madera pero es atrapado por el Conserje. La escena final muestra al niño fugitivo en una jaula junto a otros niños atrapados, incluida Six. El conserje retira la jaula del niño, en paralelo a la campaña de Six justo antes de que ella se despierte en la jaula.

#### El escondite
El niño fugitivo se escapa del papel en el que está envuelto, que asciende en un gancho hacia la Cocina, y cae a un nuevo nivel de Las Fauces. Encuentra una sala de máquinas donde se llevan a los Gnomos para que arrojen carbón al horno. Después de evadir al Conserje y encontrar a varios Gnomos, el niño los usa para que le ayuden a encender el horno. El elevador de cangilones en la parte trasera de la sala de máquinas se vuelve completamente funcional y lleva al niño a una sala de calderas donde se reúnen los Gnomos, cuyas sombras proyectadas por la luz de la caldera se asemejan a niños. Después de salir por una grieta en la pared, el niño fugitivo se encuentra en la parte superior de un ascensor ascendente donde está parada la Dama.

#### La residencia
Después de salir del ascensor, el niño fugitivo entra en la residencia de la Dama. Después de resolver una serie de acertijos para encontrar tres estatuas perdidas mientras lucha contra los Niños de las Sombras, encuentra a la Dama mirándose en un espejo, su rostro desenmascarado en el reflejo se revela horripilante y deformado. La Dama es alertada de la presencia del niño y lo transforma en un Gnomo. Luego, este encuentra su camino hacia el área de invitados y la habitación con la salchicha en la historia de Six. El capítulo termina con el niño convertido en Gnomo de pie junto a la salchicha, lo que indica que es él a quien Six come. Cuando aparecen los créditos de Secrets of the Maw, finalmente se muestra que están en un televisor y se ve una figura que recuerda al Delgaducho o Thin Man en inglés.

## Desarrollo
El título fue anunciado originalmente por Tarsier Studios en mayo de 2014 bajo el título Hunger, sin editor conocido para su lanzamiento en PlayStation 4. Después de un teaser tráiler en febrero de 2015, nada se oyó del proyecto hasta agosto de 2016, cuando Bandai Namco Entertainment anunció que había firmado un acuerdo de publicación mundial con Tarsier para el proyecto, que ahora se titulaba Little Nightmares, para evitar que el título sufriese de no tener visibilidad al ser similar la relación de búsqueda "Hunger Game" con el film The Hunger Games. La fecha de lanzamiento fue el 28 de abril de 2017.

## Recepción
Little Nightmares recibió críticas "generalmente positivas", según el agregador de reseñas de videojuegos Metacritic. 
Cory Arnold dijo en Destructoid "Little Nightmares me hipnotizó con un suspenso omnipresente", y le otorgó una puntuación de 8.5 / 10. 
Jonathan Leack de Game Revolution le dio al juego una puntuación de 3 de 5 estrellas diciendo que "Little Nightmares parece tener un doble significado. Por un lado, la jugabilidad es una pesadilla, que pone a prueba tu paciencia y voluntad de seguir adelante con regularidad. Por otro lado, la atmósfera y el diseño de audio resultan aterradores de una manera que los fanáticos del terror admirarán. Hay la misma cantidad de cualidades que agradan y disgustan, pero cuando se trata de eso, Little Nightmares logra cumplir su promesa de ser un juego de terror interesante. diferente a todo lo demás". 
Sam Prell de GamesRadar + le otorgó 4 de 5 estrellas diciendo que "A veces, mecánicamente torpes, pero artísticamente sólidas, Little Nightmares puede ponerte de los nervios de vez en cuando, pero sus imágenes penetrarán en tu cerebro y nunca se irán". 
El puntaje de Joe Skrebels de 8.8 / 10 en IGN dijo que "alegremente extraño, incesantemente sombrío y silenciosamente inteligente, Little Nightmares es una nueva versión del horror muy bienvenida". 
"Un buen juego de plataformas, pero un juego de terror profundamente imaginativo, vale la pena jugar a Little Nightmares por su variedad de imágenes perturbadoras", fue la conclusión de Samuel's Roberts en PC Gamer con una puntuación de 78/100. 
Whitney Reynolds le dio a Little Nightmares una puntuación de 8.5 / 10 en Polygon con el consenso: "Little Nightmares se abrió camino en mis sueños porque es lo suficientemente brillante, lo suficientemente seguro como para hacerme bajar la guardia. El juego no siempre es exitoso en equilibrando algunos fundamentos del diseño de juegos. Pero cuando se apagaron las luces, me hizo recordar que, en realidad, yo mismo soy una pequeña cosa en un mundo peligroso. Además, los monstruos con grandes brazos largos son realmente espeluznantes. 
La puntuación de 9/10 de Alice Bell en VideoGamer.com indicó que "Little Nightmares es aterrador, de una manera que se te mete debajo de la piel. Una forma que te susurra al oído que no dormirás bien esta noche. Little Nightmares toma las cosas que tenías miedo de cuando eras niño y te recuerda que todavía tienes miedo ".
Eurogamer clasificó el juego en el puesto 28 en su lista de los "50 mejores juegos de 2017", [22] y GamesRadar + lo ubicó en el puesto 20 en su lista de los 25 mejores juegos de 2017, mientras que Polygon lo ubicó en el puesto 27 en su lista de los 50 mejores juegos de 2017. Fue nominado a "Mejor Platformer" y "Mejor Dirección de Arte" en los premios Best of 2017 de IGN.